# Sesia melanocephala
Eusphecia melanocephala là một loài bướm đêm thuộc họ Sesiidae. Loài này có ở Trung, Đông và Bắc Âu và một phần của Tây Âu cũng như châu Á. Phạm vi phân bố kéo dài từ dãy núi Pyrenees, qua miền Nam nước Pháp và Trung Âu vào châu Á. Ở phía bắc, nó có thể được tìm thấy lên đến Fennoscandia và ở phía nam xuống đến rìa phía nam của dãy núi Alps và các Balkan phía Bắc.
Sải cánh dài 30–40 mm. Con trưởng thành bay từ tháng 6 đến tháng 7 làm một đợt tùy theo địa điểm.
Ấu trùng ăn Populus tremula.